# Сарафлу
Сарафлу (перс. شرفلو) — село в Ірані, у дегестані Нур-Алі-Бейк, в Центральному бахші, шагрестані Саве остану Марказі. За даними перепису 2006 року, його населення становило 505 осіб, що проживали у складі 114 сімей.

## Клімат
Середня річна температура становить 17,54°C, середня максимальна – 35,60°C, а середня мінімальна – -3,28°C. Середня річна кількість опадів – 267 мм.
| Клімат поселення                              | Клімат поселення | Клімат поселення | Клімат поселення | Клімат поселення | Клімат поселення | Клімат поселення | Клімат поселення | Клімат поселення | Клімат поселення | Клімат поселення | Клімат поселення | Клімат поселення | Клімат поселення |
| Показник                                      | Січ.             | Лют.             | Бер.             | Квіт.            | Трав.            | Черв.            | Лип.             | Серп.            | Вер.             | Жовт.            | Лист.            | Груд.            |                  |
| Середній максимум, °C                         | 13,04            | 15,28            | 19,15            | 25,58            | 30,56            | 35,07            | 35,60            | 34,30            | 30,64            | 24,87            | 18,71            | 12,87            |                  |
| Середня температура, °C                       | 4,87             | 7,12             | 10,99            | 17,43            | 22,39            | 26,93            | 29,57            | 28,28            | 24,60            | 18,84            | 12,67            | 6,83             |                  |
| Середній мінімум, °C                          | −3,28            | −1,04            | 2,83             | 9,26             | 14,24            | 18,77            | 23,54            | 22,24            | 18,58            | 12,81            | 6,65             | 0,80             |                  |
| Норма опадів, мм                              | 40               | 37               | 45               | 31               | 22               | 4                | 1                | 1                | 1                | 16               | 28               | 41               |                  |
| Середньомісячна швидкість вітру, м/с          | 1.59             | 2.23             | 2.92             | 3.40             | 3.34             | 3.17             | 3.28             | 3.03             | 2.47             | 2.32             | 2.06             | 1.70             |                  |
| Середньомісячна сонячна радіація, кДж/м²·день | 9140             | 11928            | 14473            | 18025            | 21891            | 25840            | 25188            | 23197            | 19992            | 14754            | 10822            | 8709             |                  |
| --------------------------------------------- | ---------------- | ---------------- | ---------------- | ---------------- | ---------------- | ---------------- | ---------------- | ---------------- | ---------------- | ---------------- | ---------------- | ---------------- | ---------------- |
| Джерело:                                      |                  |                  |                  |                  |                  |                  |                  |                  |                  |                  |                  |                  |                  |